# Heinz Horner
Heinz Horner (* 27. August 1938 in Böhmisch-Leipa) ist ein deutscher Physiker und emeritierter Professor für Theoretische Physik der Universität Heidelberg.

## Leben
Heinz Horner promovierte 1966 bei Wilhelm Brenig an der Technischen Universität München mit dem Thema „Gitterdynamik von Quantenkristallen“. Anschließend forschte er als Postdoktorand unter anderem am Forschungszentrum Jülich in der Gruppe von Herbert Wagner und an der University of Minnesota. 1973 erfolgte die Habilitation an der
RWTH Aachen. Seit 1975 war er Professor in Heidelberg. 2004 wurde er dort emeritiert.
Schwerpunkt seiner wissenschaftlichen Arbeit sind die Physik ungeordneter Systeme (insbesondere der Spingläser) und daraus entstandene physikalische Modelle der Hirnfunktionen (sogenannte „Neuronale Netze“).
Heinz Horner war über viele Jahre Mitherausgeber der Zeitschrift für Physik.